# Xã Prairie, Quận Phelps, Nebraska
Xã Prairie (tiếng Anh: Prairie Township) là một xã thuộc quận Phelps, tiểu bang Nebraska, Hoa Kỳ. Năm 2010, dân số của xã này là 370 người.